# Peònia asiàtica
La peònia asiàtica (Paeonia anomala) és una herba perenne de la família de les Peoniàcies que pot atènyer 1 m d'alçada, nativa del nord d'Àsia i del nord-est d'Europa.

## Descripció
Les fulles són glabres, alternes biternades, gairebé pinnatisectes en segments de forma lanceolada de marge llis.
Les flors són actinomorfes, grans (8-15 cm de diàmetre), amb nombrosos estams grocs al centre i es presenten aïllades i terminals. Gineceu amb 2-5 carpels híspids, rarament glabres. La corol·la té entre 6-9 pètals de forma oblonga i color porpra, rosa o vermell. El calze presenta 3-4 sèpals lliures. Les llavors són negres, brillants i de forma oblonga, aproximadament de 6 x 4 mm.

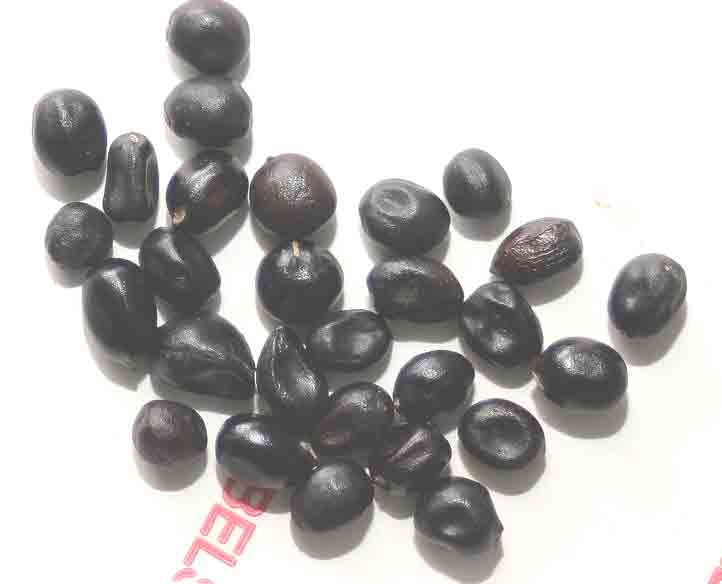
Llavors de Paeonia anomala
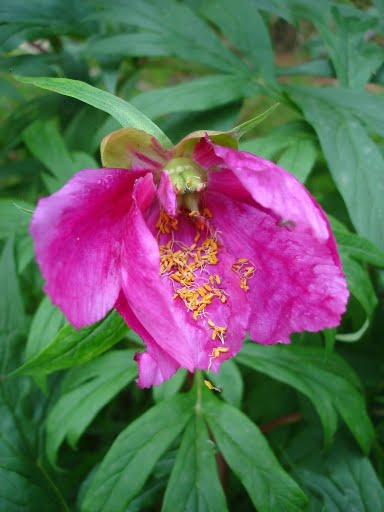
Flor madura amb quatre carpels visibles i els estams ja caiguts
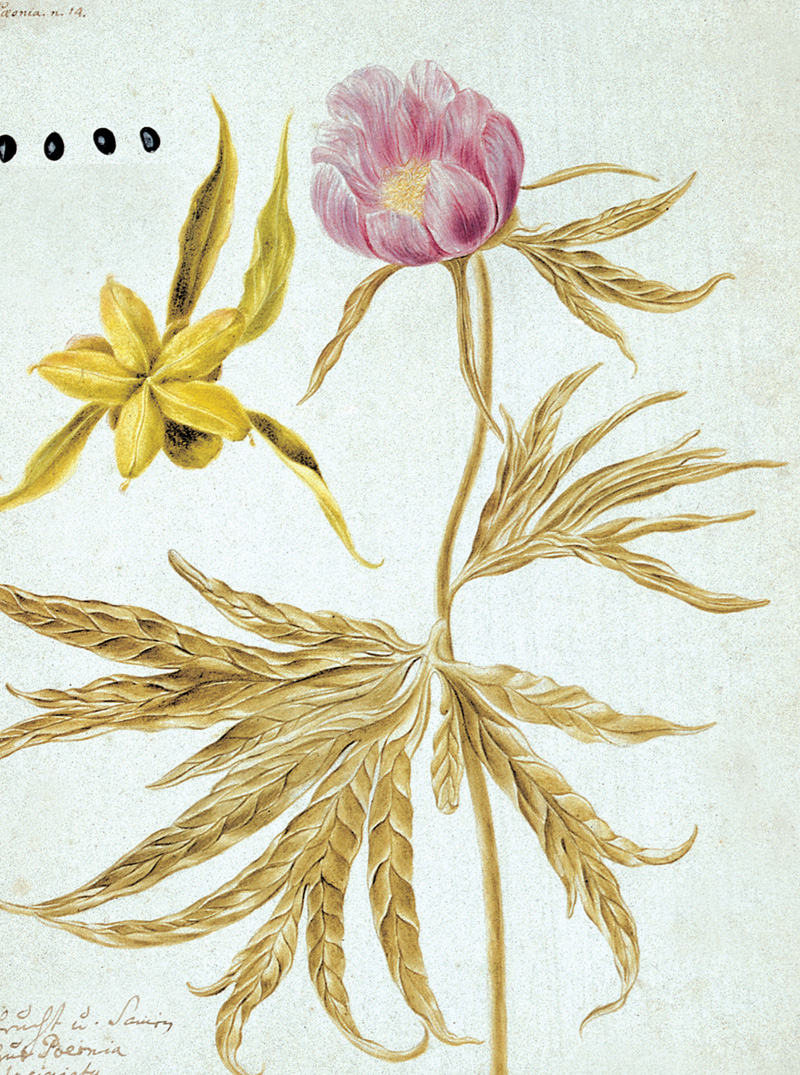
Il·lustració de Paeonia anomala a Flora Sibirica, Johann Georg Gmelin (1709–1755)

## Hàbitat
Viu en boscos i zones limítrofes de boscos amb prats, matollars, prats alpins i subalpinsentre 1.200 i 3.900 m.

## Distribució
Es troba distribuïda pel nord d'Àsia (Sibèria, Kazakhstan, Mongòlia, Xina) i nord-est d'Europa (Federació Russa).